# Paindl
Die Paindlalm, Paindel-Alm oder einfach Paindl ist ein, sich in Privatbesitz befindendes, aus mehreren Einzelgebäuden bestehendes Almensemble am östlichen Ende des Gebirgszuges, der sich von der Soiernspitze über das Galgenstangenjoch bis zum Rißbach im Osten erstreckt.